# Железная дорога Тарту — Валга
Железная дорога Тарту — Валга — участок железной дороги в Эстонии, протяжённостью 82,5 км. Была построена в 1887 с целью соединить железную дорогу Тапа — Тарту с железной дорогой Рига — Псков (её частью на территории Эстонии — железной дорогой Валга — Печоры).
Железная дорога используется товарными поездами и пассажирскими поездами Edelaraudtee.

## Пассажирские перевозки
По железной дороге Тарту — Валга проходит линия рейсовых поездов Тарту — Валга. Поезд ходит два раза в день.
До 1 июня 2008 года по дороге ходил пассажирский поезд Тарту — Элва.
С 2014 года по железной дороге планируется пустить поезда Stadler FLIRT с дизельным двигателем.

## Ремонт
1 июня 2008 года железная дорога закрылась на ремонт, который должен был закончиться 31 октября. Открытие дороги было отложено. Железная дорога была вновь открыта 30 декабря 2009 года.